# Gouaougue
Die Gouaougue (französisch: Ruisseau de la Gouaougue) ist ein kleiner Fluss in Frankreich, der im Département Landes in der Region Nouvelle-Aquitaine verläuft. Sie entspringt im Gemeindegebiet von Doazit, entwässert generell Richtung Nordwest und mündet nach rund 15 Kilometern an der Gemeindegrenze von Larbey und Saint-Aubin als rechter Nebenfluss in den Louts.

## Orte am Fluss
(Reihenfolge in Fließrichtung)
- Doazit
- Mondrion, Gemeinde Doazit
- La Gouaougue, Gemeinde Maylis
- Saint-Aubin
- Bataillon, Gemeinde Larbey